# Medaller dels Jocs Olímpics d'estiu de 1896

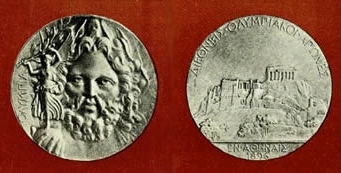
Medalla commemorativa dels Jocs Olímpics del 1896

El medaller dels Jocs Olímpics d'estiu 1896 és una llista dels diferents Comitès Olímpics Nacionals que hi van prendre part, classificats segons el nombre de medalles guanyades als Jocs Olímpics, els primers de l'era moderna, que es van disputar a Atenes des del 6 fins al 15 d'abril de 1896. En ells hi van prendre part 241 atletes de catorze països que van competir en 9 esports, per a un total de 43 proves.
Deu dels catorze països que hi participaven ban guanyar medalles. A més a més hi va haver tres medalles que foren guanyades per un equip mixt, compost per esportistes procedents de diferents països. Els Estats Units van guanyar més medalles d'or (11), mentre el país amfitrió, Grècia fou el que més en guanyà en total (46)
Durant aquests primers Jocs Olímpics, als guanyadors se'ls donava una medalla de plata i una branca d'olivera, mentre que els posteriors rebien una medalla de bronze i una branca de llorer. El COI, a posteriori, assigna les medalles d'or, argent i bronze als tres millors atletes de cada prova sent compartides diverses medalles entre atletes. Això passà entre Francis Lanes dels Estats Units i Alajos Szokolyi d'Hongria, pel tercer lloc dels 100 metres; entre Evànguelos Damaskos i Ioannis Theodorópulos de Grècia en el salt amb perxa; i entre Konstandinos Paspatis de Grècia i Momcsilló Tapavicza d'Hongria, en el tennis. A més a més, moltes medalles de bronze no s'entregaven, ja que no hi havia cap altre finalista.

## Equip mixt
En els primers Jocs Olímpics, diverses competicions per equips eren disputades per atletes procedents de diferents països. Més tard, el COI va crear la categoria Equip mixt (amb el ZZX de codi territorial) per referir-se a aquests grups d'atletes. Alguns atletes guanyaven medalles individualment i també com a part d'un equip mixt, cosa que fa que es comptabilitzen sota països diferents als comptes oficials. En aquests Jocs tots els casos es donen als dobles de tennis. Això fa que Dioníssios Kàsdaglis, un atleta d'origen grec que vivia a Alexandria, Egipte, sigui llistat pel CIO com a grec durant la seva participació en el tennis individual, però, quan ho fa junt amb el seu company de dobles, el també grec Dimítrios Petrokókinos, ho fa com a equip mixt.

## Medaller
Aquest és el medaller complet dels Jocs Olímpics d'Estiu 1896, basat en el recompte oficial fet pel COI. Els països estan ordenats segons les medalles d'or guanyades. En cas d'empat es considera les de plata i després les de bronze. Quan l'empat és total se sol ordenar els països alfabèticament.
El país d'amfitrió, Grècia, es troba ressaltat en blau cel. El nombre més gran de medalles aconseguides en cada categoria (medalles d'or, medalles de plata, medalles de bronze, i medalles totals) se subratlla en negreta.
| Jocs Olímpics d'Estiu 1896 | Jocs Olímpics d'Estiu 1896 | Jocs Olímpics d'Estiu 1896 | Jocs Olímpics d'Estiu 1896 | Jocs Olímpics d'Estiu 1896 | Anells Olímpics |
| Posició                    | País                       | Or                         | Argent                     | Bronze                     | Total           |
| 1                          | Estats Units               | 11                         | 7                          | 2                          | 20              |
| 2                          | Grècia                     | 10                         | 17                         | 19                         | 46              |
| 3                          | Alemanya                   | 6                          | 5                          | 2                          | 13              |
| 4                          | França                     | 5                          | 4                          | 2                          | 11              |
| 5                          | Regne Unit                 | 2                          | 3                          | 2                          | 7               |
| 6                          | Hongria                    | 2                          | 1                          | 3                          | 6               |
| 7                          | Àustria                    | 2                          | 1                          | 2                          | 5               |
| 8                          | Austràlia                  | 2                          | 0                          | 0                          | 2               |
| 9                          | Dinamarca                  | 1                          | 2                          | 3                          | 6               |
| 10                         | Suïssa                     | 1                          | 2                          | 0                          | 3               |
| 11                         | Equip mixt                 | 1                          | 1                          | 1                          | 3               |
| Total                      | Total                      | 43                         | 43                         | 36                         | 122             |